# José María Ponce y Almiñana
José María Ponce fue un matador de toros andaluz nacido en Cádiz el 31 de marzo de 1830 y fallecido en Perú el 24 de junio de 1872 de gangrena, a consecuencia de una cornada en el glúteo.
Era de oficio carpintero.
Se presentó en Madrid sin mediar alternativa, tomándola en Sevilla el 2 de octubre de 1859, de manos de Manuel Domínguez, Desperdicios, con el toro:"Chamuso" de Atanasio Martín. 
Se casó con una hermana de los banderilleros Lillo y Cuco.
Herido de gravedad por la cornada que le asestó en Lima, el 12 de junio de 1872, un toro de Bujama, falleció doce días después.
Era un torero de arrogante presencia y de más valor que arte. Era sereno y reposado.